# Paragem de Fonte do Prado
A Paragem de Fonte do Prado foi uma gare da Linha do Sabor, situada na localidade de Carviçais, no Concelho de Torre de Moncorvo, em Portugal.

## História
Esta interface fazia parte do lanço da Linha do Sabor entre as Estações do Pocinho e de Carviçais, que entrou ao serviço em 17 de Setembro de 1911. A linha foi encerrada em 1988.